# 蝎子王2：勇士的崛起
《蝎子王2：勇士的崛起》（英語：The Scorpion King 2: Rise of a Warrior），2008年8月19日上映于美国的魔幻动作电影。

## 剧情
该片承接《魔蠍大帝》而来，讲述马萨尤斯前传：13歲的马萨尤斯亲眼目睹父亲阿舒尔被邪恶的萨爾贡杀害。为了报父亲的仇，马萨尤斯接受了黑蝎子的训练，立志成为最优秀的黑蝎子士兵。数年之后，当他完成训练，萨爾贡已经成为阿卡德的新国王。他的兄弟也被萨爾贡杀害，而自己也差点被杀死。后来马萨尤斯與兒時相識的蕾拉和希臘詩人，一起去古希腊索取神剑，在古希腊的神庙杀死了牛头怪，取得神剑，回到阿卡德，经过千辛万苦，最终杀掉萨爾贡。

## 主演
| 姓名        | 角色     | 备注     |
| ----------- | -------- | -------- |
| 迈克尔·波恩 | 马萨尤斯 | 蝎子王。 |
| 大卫·凯文   |          |          |
| 西蒙·郭达门 | 阿里     |          |
| 汤姆·吴     | 方       |          |

## 外部連結
- 互联网电影数据库（IMDb）上《蝎子王2：勇士的崛起》的资料（英文）
- 爛番茄上《蝎子王2：勇士的崛起》的資料（英文）
- AllMovie上《蝎子王2：勇士的崛起》的资料（英文）